# Тан Чуньлин
Тан Чуньли́н (кит. упр. 唐春玲, пиньинь Táng Chūnlíng, 24 июня 1976, Итун, Китай) — китайская хоккеистка (хоккей на траве), полевой игрок. Серебряный призёр летних Олимпийских игр 2008 года.

## Биография
Тан Чуньлин родилась 24 июня 1976 года в китайском уезде Итун.
Играла в хоккей на траве за «Гирин» и «Цзянсу» из Чанчжоу.
В 2000 году вошла в состав женской сборной Китая по хоккею на траве на летних Олимпийских играх в Сиднее, занявшей 5-е место. Играла в поле, провела 7 матчей, забила 1 мяч в ворота сборной Аргентины.
В 2004 году вошла в состав женской сборной Китая по хоккею на траве на летних Олимпийских играх в Сиднее, занявшей 4-е место. Играла в поле, провела 6 матчей, забила 4 мяча (по одному в ворота сборных Японии, Новой Зеландии, Испании и Аргентины).
В 2008 году вошла в состав женской сборной Китая по хоккею на траве на летних Олимпийских играх в Пекине и завоевала серебряную медаль. Играла в поле, провела 7 матчей, забила 4 мяча (три в ворота сборной Южной Кореи, один — ЮАР).
В 2012 году вошла в состав женской сборной Китая по хоккею на траве на летних Олимпийских играх в Лондоне, занявшей 6-е место. В матчах не участвовала.
В 2003 году завоевала серебряную медаль Трофея чемпионов в Сиднее.
В 2006 году завоевала золотую медаль хоккейного турнира летних Азиатских игр в Дохе.